# Majkopi járás

A Majkopi járás Adigeföldön

A Majkopi járás (oroszul: Майкопский район, adige nyelven Мыекъуапэ район) Oroszország egyik járása Adigeföldön. Székhelye Tulszkij.

## Népesség
- 1989-ben 58 229 lakosa volt, melyből 48 225 orosz (82,8%), 4 255 örmény (7,3%), 2 199 ukrán, 1 016 adige.
- 2002-ben 58 485 lakosa volt, melyből 47 498 orosz (81,2%), 5 858 örmény (10%), 1 610 ukrán, 897 adige, 76 kurd.
- 2010-ben 58 439 lakosa volt, meéyből 46 739 orosz, 6 119 örmény, 1 039 ukrán, 1 031 adige, 528 cigány stb.